# Alfauir
Alfauir – gmina w Hiszpanii, w prowincji Walencja, we wspólnocie autonomicznej Walencja, o powierzchni 6,22 km². W 2011 roku liczyła 427 mieszkańców.